# Rymosia pseudocretensis
Rymosia pseudocretensis är en tvåvingeart som beskrevs av Burghele 1966. Rymosia pseudocretensis ingår i släktet Rymosia och familjen svampmyggor.
Artens utbredningsområde är Algeriet. Inga underarter finns listade i Catalogue of Life.